# 바운티 킬러 (영화)
《바운티 킬러》(영어: Bounty Killer)는 2013년 공개된 미국의 종말물 액션 코미디 영화이다.

## 출연진
- 크리스타나 로컨
- 크리스천 피트리
- 매슈 마즈든
- 배럭 하들리
- 에이브러햄 벤루비
- 이브
- 베벌리 디앤절로
- 케빈 맥낼리
- 민디 로빈슨
- 게리 뷰시
- 알렉사 베이가
- 채스티 바예스테로스

## 기타 제작진
- 라인 제작: 트레버 존스
- 미술: 마이클 G. 갤런버그
- 분장: 트레이시 리처즈, 크리스 코브지나
- 음향 감독: 월터 뉴
- 시각 효과: 로럴 클릭
- 조감독: 로저 멜빈